# Conostigmus temporalis
Conostigmus temporalis is een vliesvleugelig insect uit de familie van de Megaspilidae. De wetenschappelijke naam van de soort is voor het eerst geldig gepubliceerd in 1966 door Hellen.